# إديث بيترز
إديث بيترز (بالإنجليزية: Edith Peters) (و. 1926 – 2000 م) هي ممثلة، ومغنية، وممثلة أفلام، وممثلة تلفزيونية، من الولايات المتحدة الأمريكية، ولدت في سانتا مونيكا، كاليفورنيا، توفيت في لوس أنجلوس، عن عمر يناهز 74 عاماً.

## وصلات خارجية
- إديث بيترز على موقع IMDb (الإنجليزية)
- إديث بيترز على موقع ميوزك برينز (الإنجليزية)
- إديث بيترز على موقع ديسكوغز (الإنجليزية)
- إديث بيترز على موقع قاعدة بيانات الفيلم (الإنجليزية)